# Sedlnice
Sedlnice (deutsch Sedlnitz) ist eine Gemeinde mit 1352 Einwohnern (2006) in Tschechien. Sie liegt im Nordosten Mährens, fünf Kilometer nordwestlich von Příbor im Kuhländchen, und gehört zum Okres Nový Jičín. Die Katasterfläche beträgt 1372 ha.

## Geographie
Der Ort erstreckt sich in 254 m ü. M. in Nord-Süd-Richtung entlang des gleichnamigen Baches Sedlnice. Im Nordosten liegt das Gelände des Leoš-Janáček-Flughafens Ostrava (OSR/LKMT). Nördlich des Dorfes führt die Bahnstrecke Studénka–Veřovice vorbei, südlich die Staatsstraße 48 / Europastraße 462 zwischen Nový Jičín und Příbor.
Nachbarorte sind Nová Horka und Albrechtičky im Norden, Mošnov im Nordosten, Skotnice und Prchalov im Osten, Příbor im Südosten, Borovec und Závišice im Süden, Libhošť im Südwesten sowie Bartošovice im Westen.

## Geschichte

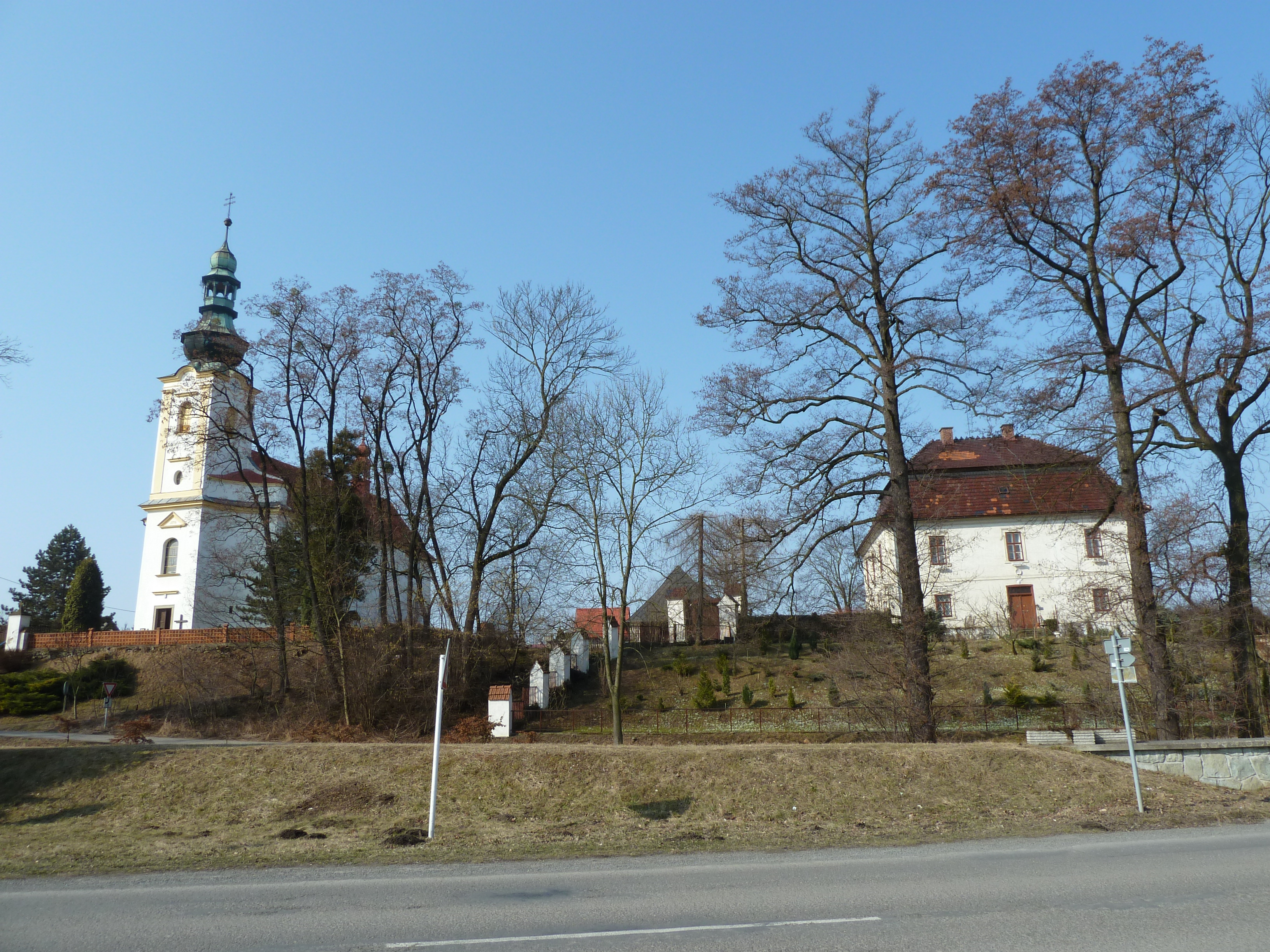
Kirche und Pfarrhaus

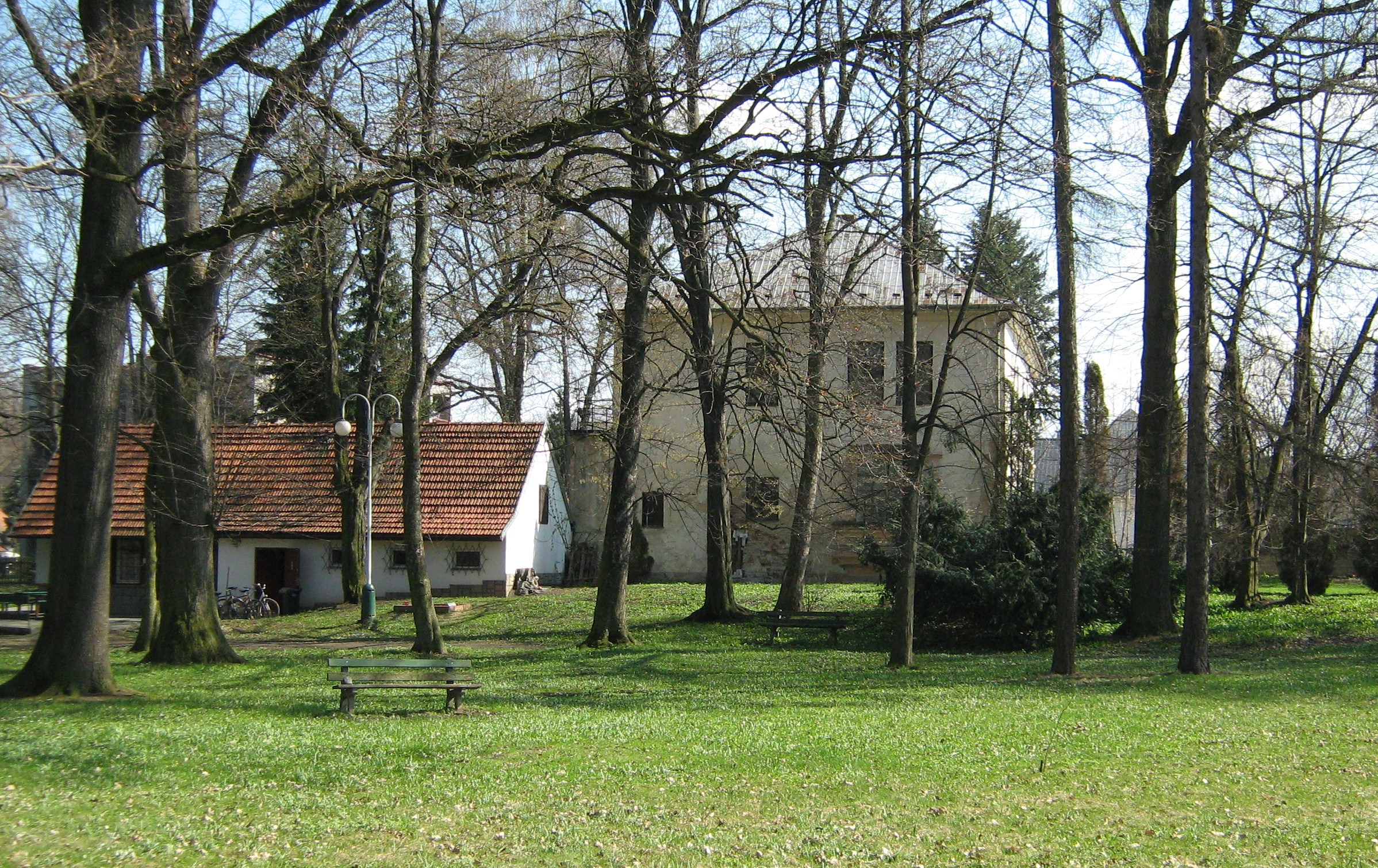
Ehemaliges Gutshaus

Der erstmals 1267 als media villa Sedlicz erwähnte Ort entstand wahrscheinlich im Zuge der Kolonisation unter Přemysl Ottokar II. durch Bischof Bruno von Schauenburg und Graf Hückeswagen.
Sedlnice war lange Zeit bischöfliches Besitz, ein Teil des Ortes war ein Lehn der Herren von Kravař auf Hochwald. Daraus entstanden die zwei Dörfer Erb-Sedlnitz (Dědičná Sedlnice) und Lehn-Sedlnitz (Manská Sedlnice).
1373 wurde auf Erb-Sedlnitz Peter von Choltitz aus Pardubitz als Besitzer genannt. Nachfolgend benannten sich dessen Nachkommen als Sedlnitzky von Choltitz. Katharina Schiller von Herden, verw. Sedlnitzky von Choltitz, ist die letzte Herrin von Sedlnitz gewesen, die diesem Geschlecht entstammt. 1772 wurde Gräfin von Canal, verw. Chotková, Besitzerin von Erb-Sedlnitz. 1784 wurde das barocke Pfarrhaus errichtet und im selben Jahr das verfallene Schloss Erb-Sedlnitz abgerissen und durch einen Herrenhof ersetzt.
Lehn-Sedlnitz gelangte 1472 ebenfalls an die Sedlnitzky von Choltitz, die bis zum Jahre 1610 beide Dörfer besaßen. Im Jahr 1655 erwarb Hartwig Erdmann von Eichendorff Lehn-Sedlnitz. Er entstammte dem brandenburgischen Adelsgeschlecht der Eichendorff, das während des Dreißigjährigen Krieges in Mähren ansässig geworden war.
Im Jahr 1642 fielen die Schweden ein und plünderten das Dorf. Nach der Ablösung der Patrimonialherrschaften entstanden 1850 zwei selbstständige Dörfer. 1863 wurden Lehn- und Erb-Sedlnitz zu einer Gemeinde vereinigt. 1881 erhielt Sedlnitz an der neu eröffneten Lokalbahn von Studénka nach Štramberk einen Bahnhof. 1910 hatte der Ort 1854 Einwohner, von denen die meisten Deutsche waren.
Der Choleraepidemie von 1866 fielen 90 Menschen zum Opfer und 1918 forderte die Spanische Grippe 40 Tote.
Nach dem Münchner Abkommen wurde der Ort dem Deutschen Reich zugeschlagen und gehörte bis 1945 zum Landkreis Neu Titschein.
1949 wurde der Grundbesitz von Dědičná Sedlnice verstaatlicht. 1950 hatte Sedlnice 1948 Einwohner. In diesem Jahr begann auch der Aufbau des Zivil- und Militärflugplatzes Mošnov. Ein Teil von Borovec wurde 1959 auf Wunsch der Bevölkerung nach Libhošť ausgegliedert.

## Gemeindegliederung
Für Sedlnice sind keine Ortsteile ausgewiesen. Zur Gemeinde gehört die Siedlung Borovec (Dreigiebel).

## Sehenswürdigkeiten
- Schloss Sedlnice
- Eichendorff-Monument am Schlosstor, 1932 errichtet
- Barocke Kirche St. Michael
- Barockes Pfarrhaus
- Naturdenkmal Sedlnitzer Schneeglöckchen
- Josefseiche

## Persönlichkeiten
- Hartwig von Eichendorff (1860–1944), preußischer Generalleutnant, Enkel des Joseph von Eichendorffs
- Joseph von Eichendorff, Dichter der Romantik, weilt mehrfach bei seinem Bruder Wilhelm von Eichendorff auf dem Schloss und erbte 1849 die Grundherrschaft Sedlnitz. In den Folgejahren hielt sich Eichendorff in den Sommermonaten regelmäßig auf Schloss Sedlnitz auf. Am 2. Juli 1837 erfolgte auf dem Schloss die Verlobung seiner einzigen Tochter Therese.
- Josef Simper († 1914 in der Schweiz), Wohltäter: Der gebürtige Sedlnitzer wanderte um 1880 nach Amerika aus und stiftete seinem Heimatort 32.000 Kronen für die Dorfschule und den Armenfonds
- Jan Zábranský, Dichter des 18./19. Jahrhunderts wurde im Ort geboren